# Rynek pierwotny nieruchomości
Rynek pierwotny nieruchomości – ogół warunków, w których odbywa się transfer praw do nowych nieruchomości oraz są zawierane umowy, które stwarzają wzajemne prawa i obowiązki, połączone z władaniem nieruchomościami. Rynek pierwotny to inaczej rynek budynków i lokali służących zaspokajaniu potrzeb mieszkaniowych, które są sprzedawane przez przedsiębiorców, czyli deweloperów.
Przedmiotem obrotu na rynku pierwotnym są nowe nieruchomości oferowane przez:
- firmy deweloperskie
- spółdzielnie mieszkaniowe

Przedmiotem transakcji są nieruchomości będące w trakcie budowy lub już ukończone, natomiast transakcja kupna-sprzedaży tej nieruchomości odbywa się po raz pierwszy i zazwyczaj jest to transakcja „podmiot gospodarczy” – „osoba fizyczna”, czasami dochodzi do transakcji „podmiot gospodarczy” – „podmiot gospodarczy”. Przedmiotem obrotu na rynku pierwotnym mogą być różnego rodzaju nieruchomości, np. mieszkania, domy jednorodzinne, bliźniacze czy szeregowe, ale również lokale użytkowe. W przeciwieństwie do niego na rynku wtórnym nieruchomości transakcje są zawierane zazwyczaj między osobami prywatnymi i dotyczą nieruchomości, które już kiedyś były użytkowane.
Osoby poszukujące nowych nieruchomości coraz częściej czynią to za pośrednictwem portali internetowych i porównywarek cen.

## Rynek pierwotny nieruchomości w Polsce
Pierwsze firmy deweloperskie w Polsce zaczęły funkcjonować na początku lat dziewięćdziesiątych XX wieku, natomiast dynamiczny rozwój tego rynku nastąpił pod koniec lat 90. i trwa do dzisiaj.
Od kilku lat dochodzi do zmiany statusu większości spółdzielni mieszkaniowych z dotychczasowego „non-profit” na komercyjne.
Obecnie na polskim rynku funkcjonuje kilka tysięcy podmiotów gospodarczych (deweloperów oraz spółdzielni mieszkaniowych) budujących i sprzedających nowe nieruchomości mieszkalne. Niewielu jest jednak deweloperów operujących na terenie całego kraju. W przeważającej liczbie to przedsiębiorcy lokalni, a w większości miast liczba operujących na ich terenie deweloperów nie wykracza poza 10 podmiotów. Nie dotyczy to jednak miast o największej liczbie budowanych mieszkań, gdyż np. w Warszawie działa ich ponad 100, w Krakowie ponad 90, a we Wrocławiu ponad 60.

### Specyfika budowanych mieszkań
Deweloperzy budują mieszkania nieduże. Zdecydowaną większość stanowią mieszkania o powierzchni 40-60 m², których łączny udział w ofercie rynkowej wynosi ok. 50%. Jedną czwartą oferty stanowią mieszkania o powierzchni 61-80 m², a zdecydowanie najmniej jest mieszkań ponad 80 m², które stanowią jedynie 8% oferty rynkowej. Metraż budowanych mieszkań jasno wskazuje na to, że najwięcej buduje się mieszkań 2-3 pokojowych. Poza ofertą mieszkań, na rynku pierwotnym znajduje się również oferta domów jednorodzinnych, bliźniaczych i segmentów. Jest ona jednak coraz mniejsza i obejmuje raczej przedmieścia dużych aglomeracji niż duże miasta.

### Ceny na rynku pierwotnym
Dane statystyczne z 16 największych miast udostępnione przez NBP pozwalają zauważyć, że największe skoki cenowe we wszystkich badanych miastach widoczne były w latach 2007–2009, a więc w okresie, w którym dostęp do kredytów był najłatwiejszy. Wówczas średnie ceny ofertowe w Warszawie dochodziły nawet do 10 000 zł/m². Widać również wyraźnie, że w Warszawie szalejące ceny utrzymały się najdłużej, gdyż maksymalna średnia cena pochodzi z III kw. 2009 roku, podczas gdy w innych miastach boom ten zakończył się wcześniej, bo na przełomie lat 2007–2008, a pod koniec 2009 roku była już widoczna wyraźna tendencja spadkowa. W tym samym okresie średnia cena ofertowa mieszkania w 6 kolejnych największych miastach, a więc w Gdańsku, Gdyni, Łodzi, Krakowie, Poznaniu, Szczecinie i Wrocławiu wynosiła 7,6 tys./m², a w najtańszej Zielonej Górze jedynie 4,2 tys./m².
Kolejne lata przyniosły zaś stabilizację cen na rynku pierwotnym. Widoczne są co prawda niewielkie wahania cenowe, ale można powiedzieć, że ceny trzymają się właściwie na stałym poziomie. W Warszawie oznacza to cenę na poziomie ok. 8 tys. zł/m², w 6 największych miastach z wyłączeniem Warszawy jest to ok. 6 tys. zł/m², a w najtańszej nieustająco Zielonej Górze kwota ta oscyluje w granicach ok. 4 tys. zł/m².
Początek kolejnego boomu deweloperskiego datuje się na koniec roku 2013 i początek 2014. Ilości budowanych nieruchomości zaczęły gwałtownie wzrastać, na co wpływ miał również program rządowy Mieszkanie dla Młodych. Pod koniec lipca 2017 r. mieszkań, których budowę rozpoczynały firmy deweloperskie, było ok. 100 000. To o 67% więcej niż w 2013 r. Największy wzrost zanotowała Warszawa – w 2013 roku deweloperzy deklarowali budowę 9 871 nowych mieszkań, w 2016 r. już 21 278. Ceny mieszkań wzrosły gwałtownie, zwłaszcza w miastach stołecznych województw. Obecnie średnia cena lokalu w Warszawie wynosi ponad 8 800 zł/mkw., a w niektórych dzielnicach nawet ok. 10 000 zł/mkw.